# Симплектическая матрица
Симплектическая матрица — это матрица M размера  2n×2n с вещественными элементами, которая удовлетворяет условию
| {\displaystyle M^{\text{T}}\Omega M=\Omega \,,} | (1) |

где MT обозначает транспонированную матрицу для M, а Ω является фиксированной 2n×2n невырожденной кососимметричной матрицей. Это определение можно расширить на 2n×2n матрицы с элементами из любого поля, например, из поля комплексных чисел.
Обычно в качестве Ω выбирается блочная матрица
{\displaystyle \Omega ={\begin{bmatrix}0&E_{n}\\-E_{n}&0\\\end{bmatrix}}},
где En — n×n единичная матрица. Матрица Ω имеет определитель +1 и её обратная равна Ω−1 = ΩT = −Ω.
Любая симплектическая матрица имеет единичный определитель. 2n×2n — симплектические матрицы с вещественными элементами — образуют подгруппу специальной линейной группы SL(2n, R) с операцией умножение матриц, а именно, связную некомпактную вещественную группу Ли размерности n(2n + 1), симплектическую группу Sp(2n, R). Симплектическая группа может быть определена как множество линейных преобразований, сохраняющих симплектическую форму вещественно симплектического векторного пространства.
Примером группы симплектических матриц служит группа трёх симплектических 2x2 матриц, состоящая из единичной матрицы, верхней треугольной матрицы и нижней треугольной матрицы, состоящих из элементов 0 и 1.

## Свойства
Любая симплектическая матрица является невырожденной и обратная матрица задаётся формулой
{\displaystyle M^{-1}=\Omega ^{-1}M^{\text{T}}\Omega .}
Кроме того, умножение двух симплектических матриц будет, снова, симплектической матрицей. Это придаёт множеству всех симплектических матриц структуру группы. Существует естественная  структура многообразия на этой группе, которая превращает её в (вещественную или комплексную) группу Ли, называемую симплектической группой.
Из определения легко следует, что определитель любой симплектической матрицы равен ±1. На самом деле оказывается, что определитель всегда равен +1 для любого поля. Один из способов увидеть это — использовать пфаффиан и равенство
{\displaystyle {\mbox{Pf}}(M^{\text{T}}\Omega M)=\det(M){\mbox{Pf}}(\Omega ).}
Поскольку {\displaystyle M^{\text{T}}\Omega M=\Omega } и {\displaystyle {\mbox{Pf}}(\Omega )\neq 0}, мы имеем det(M) = 1.
Если рассматриваемое поле является полем вещественных или комплексных чисел, элементарное доказательство получается путём разложения неравенства {\displaystyle \det(M^{\text{T}}M+E)\geq 1}.
Предположим, что Ω задано в стандартном виде и пусть M — это 2n×2n блочная матрица, заданная в виде
{\displaystyle M={\begin{pmatrix}A&B\\C&D\end{pmatrix}}},
где A, B, C, D являются n×n матрицами. Условие для M может быть симплектически эквивалентно двум следующим условиям
{\displaystyle A^{\text{T}}C,B^{\text{T}}D} симметричные, и {\displaystyle A^{\text{T}}D-C^{\text{T}}B=E}
{\displaystyle AB^{\text{T}},CD^{\text{T}}} симметричные, и {\displaystyle AD^{\text{T}}-BC^{\text{T}}=E}
При n = 1 эти условия сводятся к одному условию det(M) = 1. Тогда 2×2 матрица симплектическая тогда и только тогда, когда имеет единичный определитель.
В случае задания Ω в стандартной форме, обратная к M задаётся уравнением
{\displaystyle M^{-1}=\Omega ^{-1}M^{\text{T}}\Omega ={\begin{pmatrix}D^{\text{T}}&-B^{\text{T}}\\-C^{\text{T}}&A^{\text{T}}\end{pmatrix}}.}
Группа имеет размерность n(2n + 1). Это можно видеть, если заметить, что
{\displaystyle \Omega M^{\text{T}}\Omega M=-E}
Последнее равенство можно представить в форме
{\displaystyle -\delta _{ij}=\sum _{k=1}^{n}m_{k,i+n}m_{n+k,j}-m_{n+k,i+n}m_{n,j}-m_{k,i}m_{n+k,j}+m_{k,i}m_{k,j}},
где {\displaystyle m_{ij}} — элемент (i,j) матрицы. Эта сумма антисимметрична, и, поскольку левая часть равна нулю при i отличном от j, это оставляет n(2n-1) независимых равенств.

## Симплектические преобразования
В абстрактной формулировке линейной алгебры матрицы заменяются линейными отображениями конечномерного векторного пространства. Абстрактной аналогией симплектической матрицы является симплектическое преобразование симплектического векторного пространства. Коротко, симплектическое векторное пространство является 2n-мерным векторным пространством V, снабжённым невырожденной, кососимметричной билинейной формой ω, называемой симплектической формой.
Симплектическое преобразование тогда является линейным преобразованием L : V → V, которое сохраняет ω, т.е.
{\displaystyle \omega (Lu,Lv)=\omega (u,v).}
Если зафиксировать базис для V, ω можно записать как матрицу Ω и L как матрицу M. Условие, что L является симплектическим преобразованием, в точности является условием, что M — симплектическая матрица:
{\displaystyle M^{\text{T}}\Omega M=\Omega .}
При замене базиса, (с матрицей замены A), мы имеем
{\displaystyle \Omega \mapsto A^{\text{T}}\Omega A}
{\displaystyle M\mapsto A^{-1}MA.}
Всегда можно привести Ω либо к стандартной форме, указанной во введении, либо к блочно-диагональной форме, описанной ниже, если выбрать подходящую матрицу A.

## Матрица Ω
Симплектические матрицы определены относительно фиксированной невырожденной, кососимметричной матрицы Ω. Как объяснено в предыдущей секции, Ω можно рассматривать как координатное представление невырожденной кососимметричной билинейной формы. Это базовый результат линейной алгебры, утверждающий, что две такие матрицы отличаются друг от друга лишь заменой базиса.
Наиболее частой альтернативой стандартной матрице Ω, приведённой выше, является блочно-диагональная матрица
{\displaystyle \Omega ={\begin{bmatrix}{\begin{matrix}0&1\\-1&0\end{matrix}}&&0\\&\ddots &\\0&&{\begin{matrix}0&1\\-1&0\end{matrix}}\end{bmatrix}}.}
Эта матрица отличается от предыдущей перестановкой базисных векторов.
Иногда используется обозначение J вместо Ω для кососимметричной матрицы. Это является не очень хорошим выбором, поскольку приводит к путанице с обозначениями комплексной структуры, которая часто имеет то же самое координатное выражение, что и Ω, но представляет совершенно другую структуру. Комплексная структура J — это координатное представление линейного преобразования, квадрат которого равен -E, в то время как Ω является координатным представлением невырожденной кососимметричной билинейной формы. Легко выбрать базис, в котором J не будет кососимметричной, или квадрат Ω не будет -E.
Если дана эрмитова структура на векторном пространстве, J и Ω связаны соотношением
{\displaystyle \Omega _{ab}=-g_{ac}{J^{c}}_{b}},
где {\displaystyle g_{ac}} — метрика. То, что J и Ω имеет то же самое координатное выражение (с точностью до знака), есть просто следствие факта, что метрика g обычно является единичной матрицей.

## Диагонализация и декомпозиция
- Для любой положительно определённой вещественной симплектической матрицы S существует U в U(2n,R), такая, что

{\displaystyle S=U^{\text{T}}DU\quad {\text{for}}\quad D=\operatorname {diag} (\lambda _{1},\ldots ,\lambda _{n},\lambda _{1}^{-1},\ldots ,\lambda _{n}^{-1}),}
где диагональные элементы D являются собственными значениями S.
- Любая вещественная симплектическая матрица S имеет полярное разложение в виде[3]:

{\displaystyle S=UR\quad } для {\displaystyle U\in \operatorname {U} (2n,\mathbb {R} )} и {\displaystyle R\in \operatorname {Sp} (2n,\mathbb {R} )\cap \operatorname {Sym} _{+}(2n,\mathbb {R} )}.
- Любая вещественная симплектическая матрица может быть разложена в произведение трёх матриц:

{\displaystyle S=O{\begin{pmatrix}D&0\\0&D^{-1}\end{pmatrix}}O',}
таких что O и O' симплектические и ортогональные, а D — положительно определённая диагональная матрица. Это разложение тесно связано с cингулярным разложением матрицы и известно как разложение Эйлера или Блоха-Мессии.

## Комплексные матрицы
Если вместо M взять 2n×2n матрицу с комплексными элементами, определение в литературе не стандартизировалось.  Многие авторы уточняют приведённое выше определение до
| {\displaystyle M^{*}\Omega M=\Omega \,.} | (2) |

,
где M* означает эрмитово сопряжение матрицы M. В этом случае определитель может и не равняться 1, но имеет абсолютную величину 1. В случае 2×2 (n=1), M будет произведением симплектической матрицы на комплексное число с абсолютным значением 1.
Другие авторы сохраняют определение (1) для комплексных матриц, а матрицы, удовлетворяющие условию (2), называют сопряжёнными симлпектическими матрицами.